# Йога-туризм

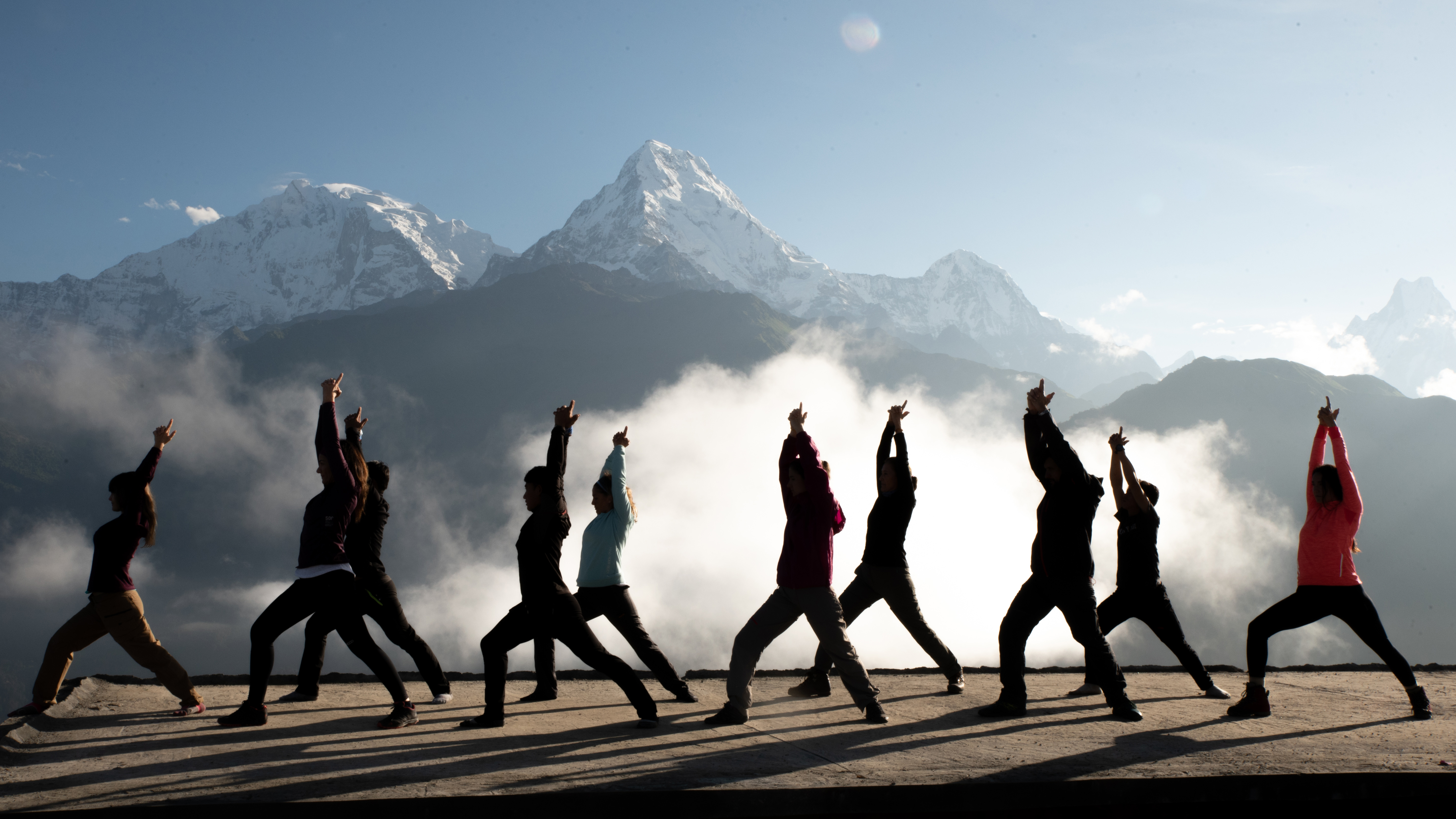
Туристи виконують Вірабхадрасану I на Пун-Гіллі, Непал.

Йога-туризм — це вид оздоровчого туризму, що поєднує подорож із практикою йоги, медитації та іншими духовними практиками. Це подорожі до місць, які сприяють фізичному, духовному та психологічному оздоровленню, часто в локації з мальовничою природою або культурним значенням. Йога-туризм є одним із сегментів світового ринку оздоровчого туризму, що найшвидше зростає, залучаючи людей, які прагнуть поглибити свою практику йоги, зняти стрес та знайти внутрішню гармонію.

## Історія та розвиток
Хоча подорожі з духовними цілями існують тисячоліттями, сучасний йога-туризм почав активно розвиватися наприкінці XX століття разом із глобалізацією йоги. Популяризація йоги на Заході, зокрема такими вчителями, як Свамі Вівекананда та Парамаханса Йогананда, заклала основу для інтересу до її витоків в Індії.
Зростання рівня стресу в сучасному суспільстві, підвищення обізнаності про важливість психічного та фізичного здоров'я, а також прагнення до автентичних та трансформаційних подорожей стали ключовими рушіями розвитку цього напрямку. Ринок йога-туризму, за оцінками, продовжуватиме стабільно зростати, оскільки все більше людей шукають відпочинок, що поєднує релаксацію з саморозвитком.

## Характеристики та види
Йога-туризм не є однорідним і може приймати різні форми, від інтенсивних ретритів до більш розслаблених відпусток із заняттями йогою.
Основні характеристики:
- Практика йоги: Щоденні заняття асанами, пранаямою (дихальними техніками) та медитацією є центральним елементом[8].
- Холістичний підхід: Часто програма включає здорове (зазвичай вегетаріанське або веганське) харчування, лекції з філософії йоги, аюрведичні процедури та детокс[9].
- Природне середовище: Тури та ретрити часто проводяться в місцях із красивою природою — в горах, на березі океану або в джунглях, що сприяє глибшому розслабленню та єднанню з природою[10].
- Духовний компонент: Окрім фізичної практики, велика увага приділяється духовному самопізнанню, усвідомленості та пошуку внутрішньої гармонії[11].

### Йога-ретрити
Йога-ретрит (англ. yoga retreat) — це зазвичай стаціонарний захід, що проходить в одній локації (ретрит-центрі, готелі) і триває від кількох днів до кількох тижнів. Основна мета — глибоке занурення в практику йоги та медитації, відключення від повсякденних турбот. Програми ретритів часто бувають тематичними: для початківців, для поглиблення практики, детокс-ретрити, ретрити мовчання (віпасана) тощо.

### Йога-тури
Йога-тур (англ. yoga tour) поєднує практику йоги з елементами подорожі та екскурсійної програми. Учасники можуть переїжджати між різними локаціями, знайомлячись з культурою та природою країни, при цьому щодня займаючись йогою. Такі тури дозволяють поєднати активний відпочинок із духовним розвитком.

## Мотивація та переваги
Люди обирають йога-туризм з різних причин. Основні мотиваційні фактори включають:
- Зняття стресу: Відпочинок від щоденної рутини та стресових умов роботи[3].
- Фізичне здоров'я: Покращення гнучкості, сили, витривалості та загального стану організму[14].
- Духовний пошук: Прагнення до самопізнання, отримання нового досвіду та поглиблення розуміння філософії йоги[11].
- Соціалізація: Можливість познайомитися з однодумцями та стати частиною спільноти[15].
- Подорожі та культура: Бажання досліджувати нові країни та культури через призму оздоровлення та усвідомленості[16].

## Популярні напрямки
Хоча йога-туризм розвивається по всьому світу, деякі напрямки є особливо популярними завдяки своїй духовній історії, природній красі та розвиненій інфраструктурі.
- Індія: Вважається батьківщиною йоги. Такі міста, як Рішікеш (часто називають «світовою столицею йоги»), Гоа та Керала, приваблюють тисячі практикуючих щороку[17].
- Індонезія: Острів Балі став одним із головних світових центрів йога-туризму завдяки своїй унікальній атмосфері, численним йога-студіям та ретрит-центрам, особливо в районі міста Убуд[18].
- Таїланд: Пропонує широкий вибір йога-ретритів на своїх островах, таких як Пхукет і Самуї, поєднуючи практику з пляжним відпочинком і тайською культурою[19].
- Коста-Рика: Приваблює любителів йоги своїми екологічними курортами, джунглями та тихоокеанським узбережжям. Напрямок популярний серед тих, хто прагне поєднати йогу з екотуризмом[20].
- Європа: В Іспанії (особливо на Ібіці та Канарських островах), Португалії та Греції зростає кількість йога-ретритів, які пропонують європейський сервіс у поєднанні з практиками[21].

## Йога-туризм в Україні
Йога-туризм в Україні активно розвивається, особливо в регіонах з унікальними природними ландшафтами. Найпопулярнішим напрямком для проведення йога-турів та ретритів є Карпати. Також практики проводяться на узбережжі Чорного моря та в інших рекреаційних зонах країни.

### Йога-тури в Карпатах
Карпати вважаються ідеальним місцем для йога-ретритів завдяки мальовничим краєвидам, чистому гірському повітрю та особливій енергетиці, що сприяє розслабленню та відновленню внутрішньої гармонії.

#### Переваги карпатських ретритів
Йога-тури в Карпатах поєднують корисні практики з відпочинком на природі, дозволяючи повністю відключитися від міської метушні. Регулярні заняття йогою на свіжому повітрі, медитації, дихальні практики та прогулянки гірськими маршрутами допомагають збалансувати тіло та розум. Програми організовуються досвідченими інструкторами і розраховані як на новачків, так і на досвідчених практиків.

#### Типова програма ретриту
Програма ретриту в Карпатах зазвичай структурована і спрямована на глибоке перезавантаження.
- Йога та медитація: День починається з ранкової практики для пробудження тіла, а ввечері проводиться більш глибока сесія для розслаблення. Формати включають хатха-йогу, віньяса-йогу та медитації[22].
- Додаткові активності: Програми часто включають походи в гори, купання в термальних джерелах чи гірських річках, майстер-класи з дихальних технік, арт-терапію, чайні церемонії та вечірні бесіди біля вогнища[24][22].
- Здорове харчування: Меню зазвичай вегетаріанське або рослинне, складається зі свіжих місцевих продуктів. Практикується усвідомлене харчування без поспіху[22].

Розпорядок дня в одному з таборів у Кобилецькій Поляні виглядає так: підйом о 5:45, ранкова пранаяма та медитація, практика асан, сніданок, денні походи, вечірня практика, вечеря, лекції та відбій о 22:00.

#### Жіночі ретрити
Окремим популярним напрямком є жіночі ретрити в Карпатах. Вони створюють простір для жінок, щоб відпочити від щоденних обов'язків, зняти накопичену втому та відновити емоційну рівновагу. Програми таких ретритів, окрім йоги, можуть включати тілесні практики, роботу з голосом, танці, арт-терапію та глибокі розмови в жіночому колі.

#### Приклади турів та місця для проживання
В Карпатах діє чимало організаторів йога-турів. Наприклад, щорічний «Йога Детокс Тур» у Кобилецькій Поляні (Рахівський район) пропонує програму, засновану на методиці очищення Шрі Свамі Шивананди «Сахаджі Дгауті Крійя». Учасникам пропонуються заїзди тривалістю від 7 до 21 дня, з проживанням у садибі, орендованій виключно для групи.
Для проведення ретритів обирають локації, трохи віддалені від цивілізації, щоб забезпечити тишу та спокій. Популярними місцями є Верховина, Яремче, Славське, а також еко-комплекси поблизу озера Синевир. Серед конкретних місць для проживання, що підходять для йога-груп, виділяють еко-садибу «Сова Бубу» (с. Ізки), котеджі «Шум Черемоша» (с. Верховина), комплекс «Гуцульська Рапсодія» (с. Криворівня) та інші.

## Галерея

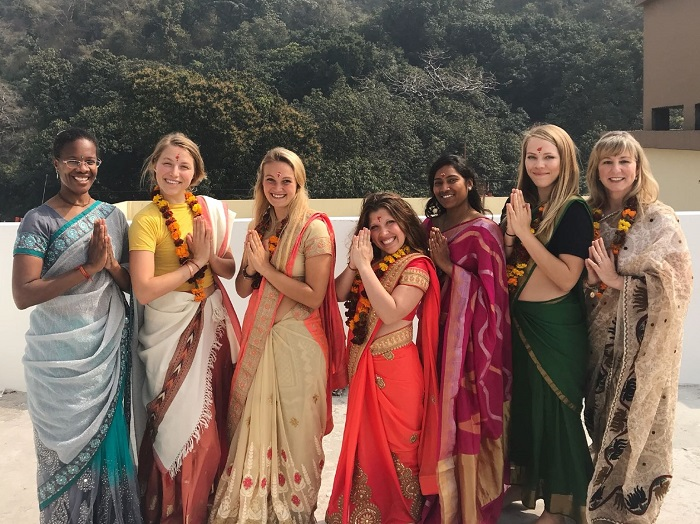
200-годинний тренінг для викладачів аштанга-йоги в Рішікеші, Індія.
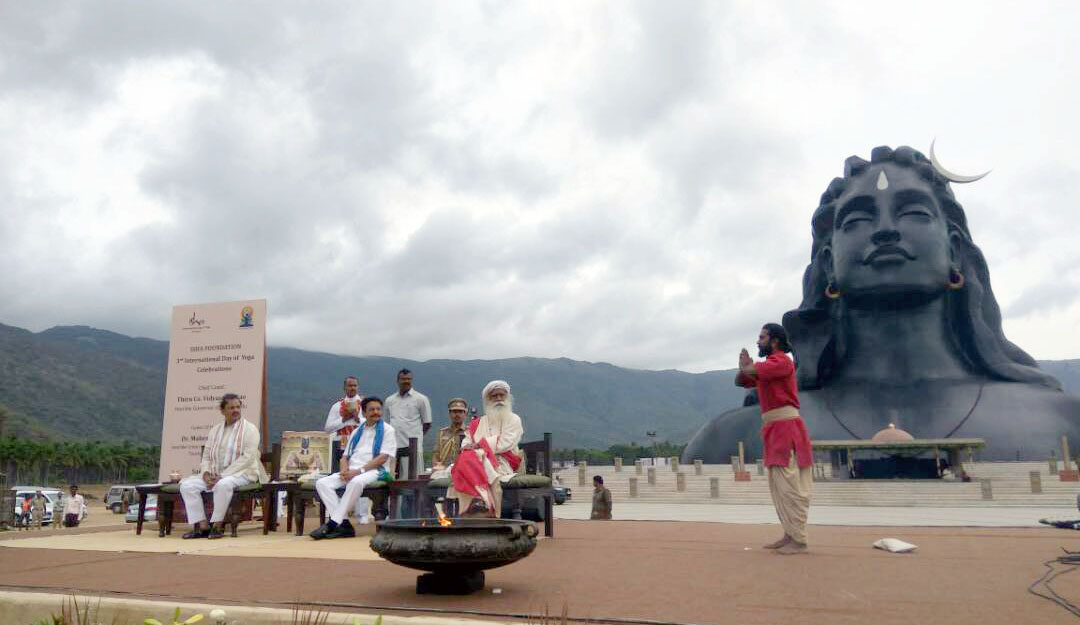
Святкування 3-го Міжнародного дня йоги у фонді Іша, Коїмбатур, Індія.
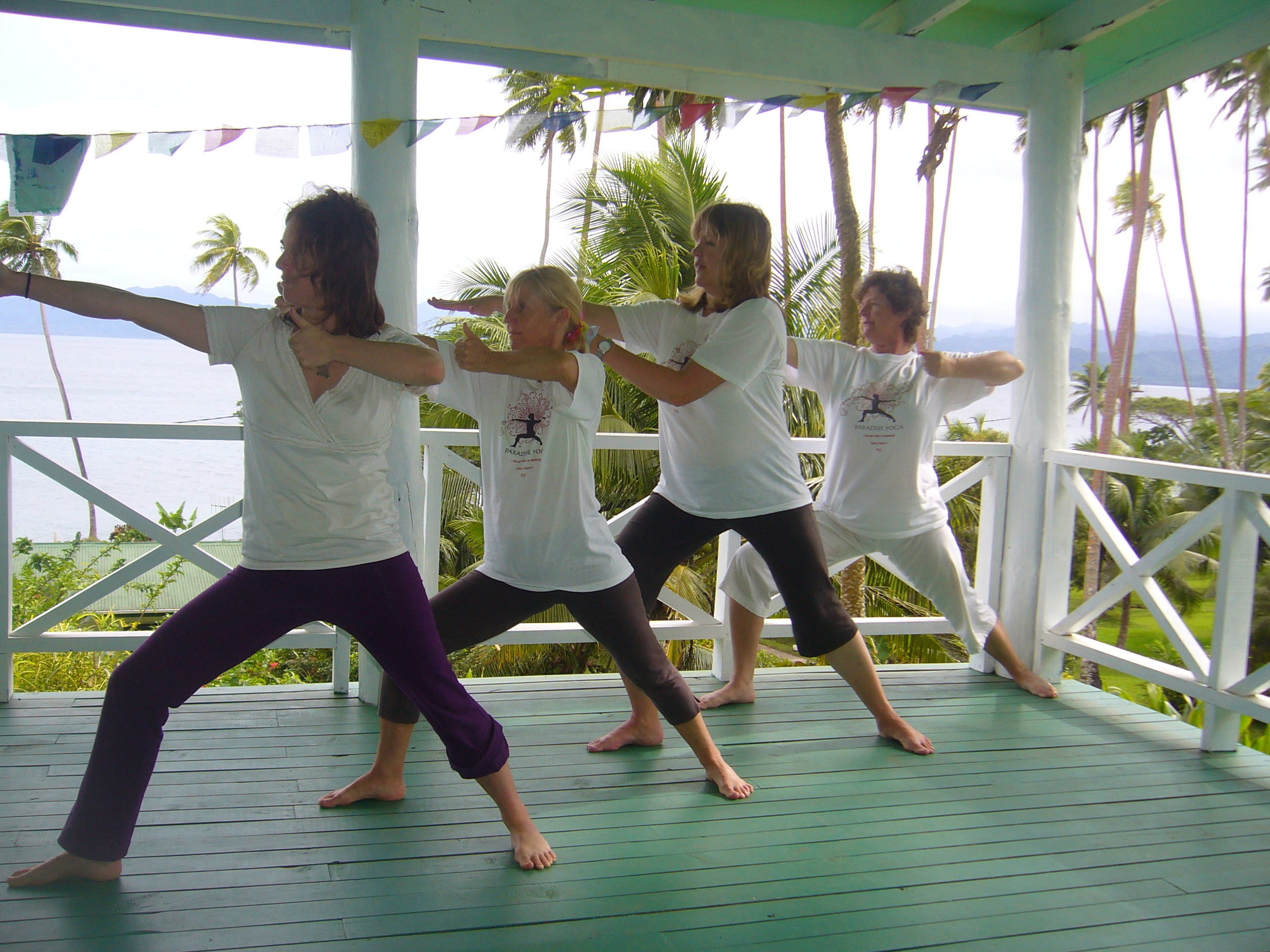
Практика асан кундаліні-йоги.
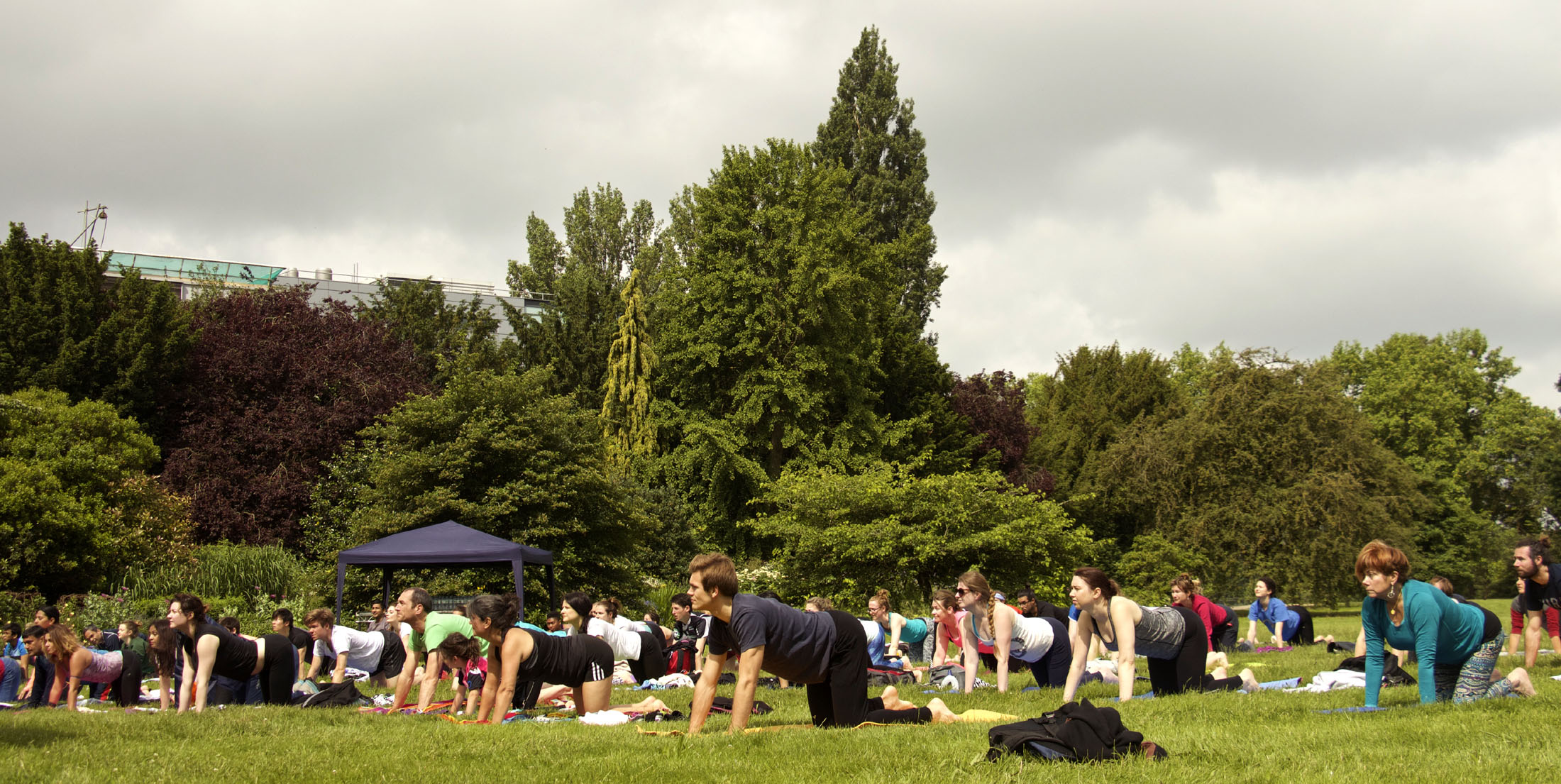
Йога-табір, організований Міністерством туризму Індії в Оксфорді, Велика Британія.
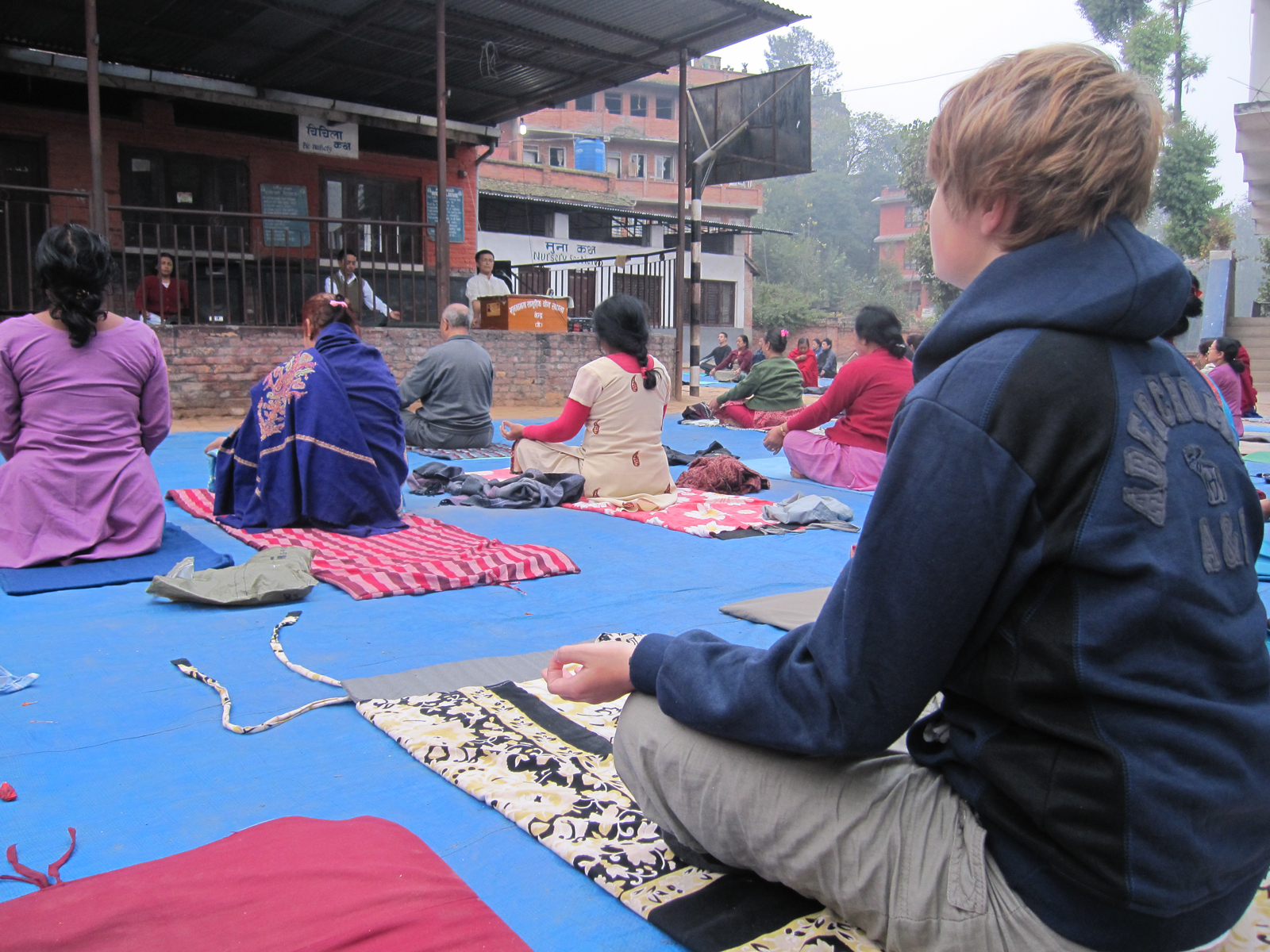
Заняття йогою в Бхактапурі, Непал.
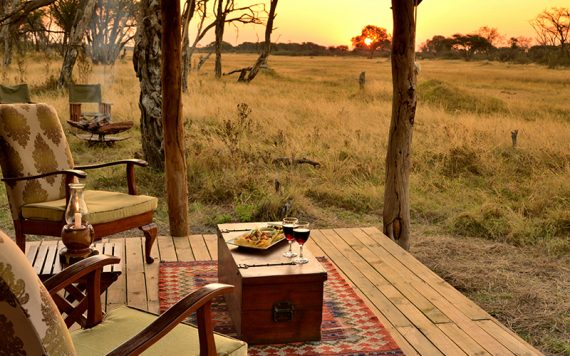
Розкішний йога-сафарі-ретрит у Зімбабве.
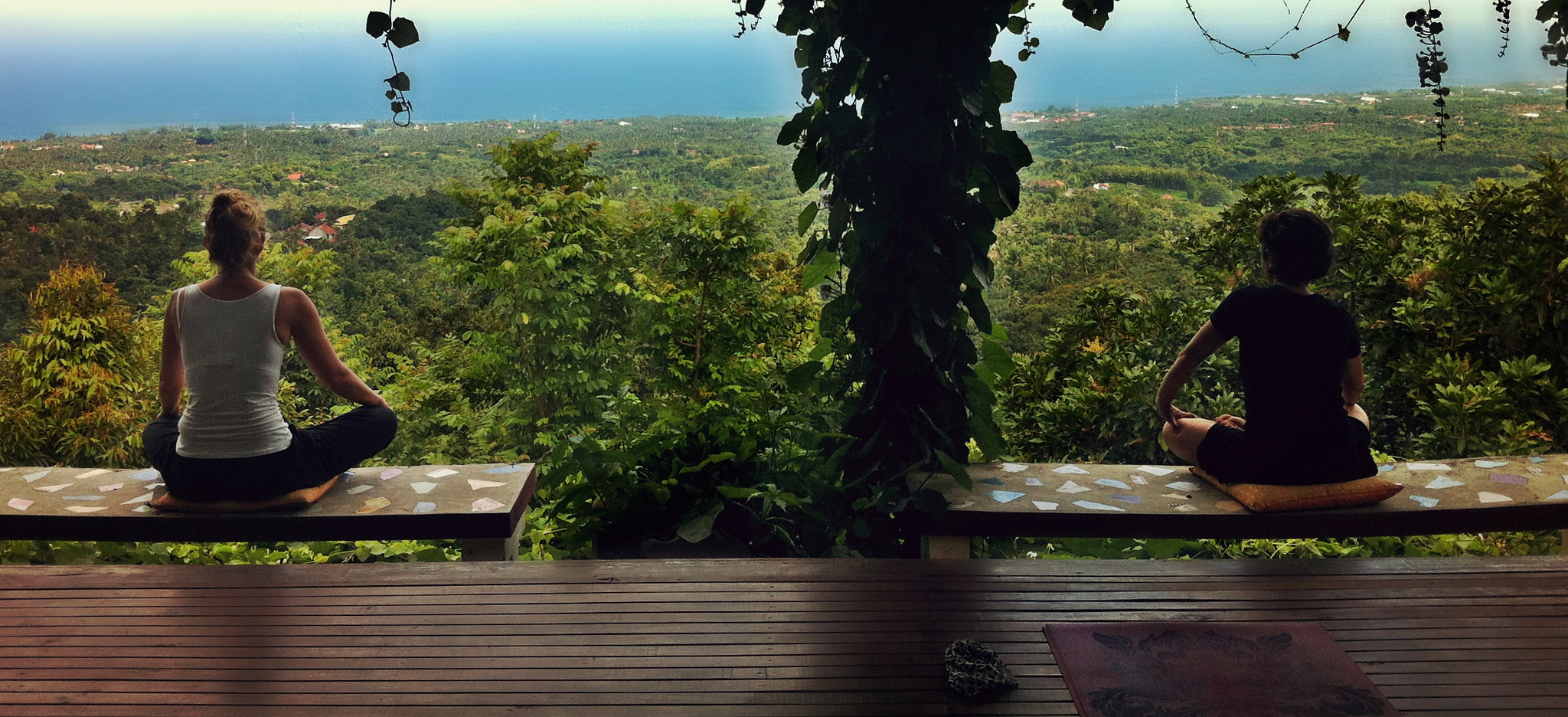
Вид з приватної студії йоги.